# Steaua Roșie Belgrad

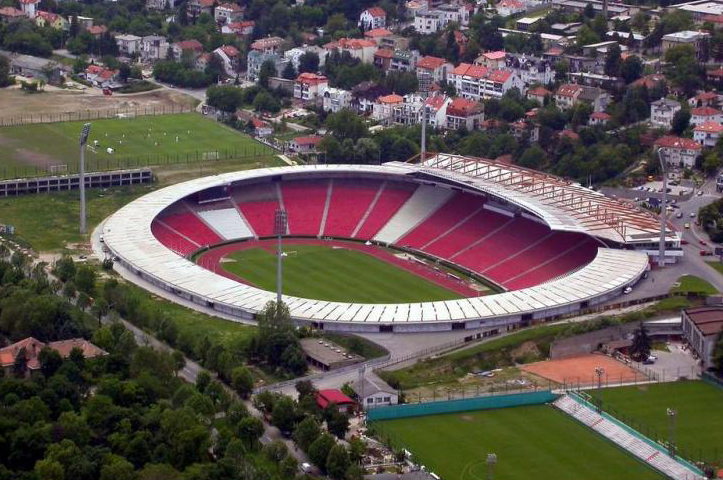
Stadionul Steaua Roșie văzut din aer

Steaua Roșie Belgrad (în sârbă Fudbalski Klub Crvena Zvezda) este un club de fotbal din Belgrad, Serbia care evoluează în Superliga Sârbă. Steaua Roșie este parte din SD Crvena Zvezda. 
Steaua Roșie Belgrad este cel mai de succes club din Serbia, având 36 de campionate naționale și 29 de cupe atât în campionatul și cupa Serbiei cât și în cele ale fostei Iugoslavii. Este singurul club din Serbia care a câștigat un titlu internațional, fiind încoronat campioana Europei în sezonul 1990-91 și a lumii în 1991. Este al doilea club din Estul Europei, care a câștigat trofeul după Steaua București.
În urma sondajelor recente, Steaua Roșie, este susținută de 55% din populația Serbiei. Principala rivală este FK Partizan. În septembrie 2009, ziarul britanic, Daily Mail a clasat derbiul Steaua Roșie-Partizan pe locul patru între cele mai mari rivalități din istoria fotbalului.
Conform listei cluburilor Top 200 ale secolului 20 realizată de International Federation of Football History & Statistics, Steaua Roșie s-a clasat pe locul 27 fiind cea mai bine clasată echipă din Serbia la egalitate cu Feyenoord Rotterdam.

## Lotul actual
La 14 septembrie 2024.
| Nr. |                           | Poziție | Jucător                                |
| --- | ------------------------- | ------- | -------------------------------------- |
| 1   | Serbia                    | P       | Marko Ilić                             |
| 3   | Australia                 | F       | Miloš Degenek                          |
| 4   | Muntenegru                | M       | Mirko Ivanić                           |
| 5   | Serbia                    | F       | Uroš Spajić (căpitan)                  |
| 6   | Bosnia și Herțegovina     | M       | Rade Krunić                            |
| 7   | Serbia                    | M       | Jovan Šljivić                          |
| 8   | Gabon                     | M       | Guélor Kanga                           |
| 9   | Senegal                   | A       | Cherif Ndiaye                          |
| 10  | Serbia                    | M       | Aleksandar Katai (vice–căpitan)        |
| 14  | Nigeria                   | A       | Peter Olayinka                         |
| 15  | Republica Democrată Congo | A       | Silas (împrumutat de la VfB Stuttgart) |
| 17  | Brazilia                  | A       | Bruno Duarte                           |
| 18  | Israel                    | P       | Omri Glazer                            |
| 21  | Slovenia                  | M       | Timi Max Elšnik                        |
| 22  | Guinea-Bissau             | M       | Dálcio                                 |
| 23  | Serbia                    | F       | Milan Rodić                            |

| Nr. |               | Poziție | Jucător                                |
| --- | ------------- | ------- | -------------------------------------- |
| 24  | Burkina Faso  | F       | Nasser Djiga                           |
| 25  | Serbia        | F       | Stefan Leković                         |
| 27  | Angola        | M       | Felício Milson                         |
| 28  | Serbia        | P       | Vuk Draškić                            |
| 31  | Serbia        | A       | Uroš Sremčević                         |
| 32  | Serbia        | M       | Luka Ilić                              |
| 33  | Slovenia      | F       | Vanja Drkušić (împrumutat de la Zenit) |
| 44  | Serbia        | F       | Veljko Milosavljević                   |
| 49  | Serbia        | M       | Nemanja Radonjić                       |
| 55  | Serbia        | M       | Andrija Maksimović                     |
| 66  | Coreea de Sud | F       | Young-woo Seol                         |
| 70  | Serbia        | F       | Ognjen Mimović                         |
| 73  | Rusia         | M       | Egor Prutsev                           |
| 77  | Serbia        | P       | Ivan Guteša                            |
| 91  | Serbia        | M       | Lazar Jovanović                        |

## Palmares

Fostul logo

Steaua Roșie Belgrad este cel mai de succes club de fotbal sârb și cel mai de succes din fosta Iugoslavie, având în palmares 2 trofee internaționale, 2 regionale și 49 naționale.

### Național
Campionate naționale (36) - record
- Liga Republicii Populare Sârbe (record)
  - Campioană (1): 1946[9]

- Prima ligă Iugoslavă 
  -  Campioană (19): 1951, 1952–53, 1955–56, 1956–57, 1958–59, 1959–60, 1963–64, 1967–68, 1968–69, 1969–70, 1972–73, 1976–77, 1979–80, 1980–81, 1983–84, 1987–88, 1989–90, 1990–91, 1991–92
  - Vice-campioană (9): 1949, 1950, 1952, 1961, 1972, 1978, 1982, 1986, 1989
  - Locul trei (7): 1947, 1954, 1965, 1974, 1975, 1979, 1987

- Prima Ligă a RF Iugoslavă / Superliga Serbiei și Muntenegrului
  -  Campioană (5): 1994–95, 1999–00, 2000–01, 2003–04, 2005−06
  - Vice-campioană (8): 1993, 1994, 1996, 1997, 1998, 2002, 2003, 2005
  - Locul trei (1):1999

- Superliga Sârbă
  -  Campioană (11): 2006–07, 2013–14, 2014-15, 2015-16, 2016-17, 2018-19, 2019–20, 2020–21, 2021-22, 2022-23, 2023-24, 2024-25
  - Vice-campioană (7): 2008, 2010, 2011, 2012, 2013, 2015, 2017
  - Locul trei (1): 2009

Cupa națională (29) - record
- Cupa Iugoslaviei 
  -  Câștigătoare (12): 1948, 1949, 1950, 1958, 1959, 1964, 1968, 1970, 1971, 1982, 1985, 1990
  - Finalistă (8): 1952, 1954, 1973, 1980, 1984, 1988, 1991, 1992

- Cupa RF Iugoslavă / Serbiei și Muntenegrului 
  -  Câștigătoare (9): 1993, 1995, 1996, 1997, 1999, 2000, 2002, 2004, 2006
  - Finalistă (3): 2001, 2003, 2005

- Cupa Serbiei 
  -  Câștigătoare (8): 2007, 2010, 2012, 2020, 2021, 2022, 2023, 2024, 2025

### Titluri internaționale
Trofee internaționale – 4
- Cupa Campionilor Europeni
  - Câștigătoare (1): 1991
  - Semi-finalistă (3):1957, 1971, 1992
  - Sfert-finalistă (5): 1958, 1974, 1981, 1982, 1987

- Cupa Cupelor UEFA
  - Semi-finalistă (1): 1975
  - Sfert-finalistă (2): 1972, 1986

- Cupa Orașelor Târguri/Cupa UEFA/UEFA Europa League
  - Finalistă (1): 1979
  - Semi-finalistă (1): 1962
  - Sfert-finalistă (1): 1963

- Cupa Mitropa
  - Câștigătoare (2): 1958, 1968
  - Semi-finalistă (1): 1957

- Cupa Intercontinentală
  - Câștigătoare (1): 1991

- Supercupa Europei:
  - Finalistă (1): 1991

### Alte titluri
| - Santiago Chile (1): 1962 - Racing Paris Tournament (1): 1962 - Iberico Trophy Badajoz (1): 1971 - Teresa Herrera Trophy (1): 1971 - Trofeo Costa del Sol (1): 1973 - Trofeo Naranja (1): 1973 - World of Soccer Cup (1): 1977 | - Singapore Trophy Winners - Australian Trophy Runners-up - Belgrade Tournament (4): 1948, 1974, 1980, 1981 - Trofeo Villa de Gijón (1): 1982 - Zürich New Year Tournament (1): 1984 - Torneo di Verona (1): 1991 - Chicago Sister Cities International Cup (1): 2010 |